# Пымта
Пымта (устар. Нымта, Немтик) — река на полуострове Камчатка в России. Протекает по территории Соболевского района Камчатского края.
Длина реки — 115 км. Площадь водосборного бассейна — 1050 км².
Берёт начало в отрогах южной части Срединного хребта, течёт на запад и впадает в Охотское море около бывшего одноимённого посёлка.
Река впервые была отмечена на карте И. П. Козыревского в 1726 году.
В водах реки нерестится кижуч.

## Притоки
Объекты перечислены по порядку от устья к истоку.
- 0,1 км: река Смычка
- 35 км: река без названия
- 56 км: река без названия
- 59 км: река без названия
- 64 км: река без названия
- 74 км: Сунтунк
- 90 км: Левая Поперечная[6].

## Данные водного реестра
По данным государственного водного реестра России относится к Анадыро-Колымскому бассейновому округу.